# Chicano Park
Chicano Park ist ein Park rund um die San Diego-Coronado Bridge in Barrio Logan, Kalifornien. Der Park bedeckt eine Fläche von 7,9 Acres (3 ha) und wird überwiegend von mexikanischen Amerikanern und mexikanischen Immigranten von San Diego genutzt. Im Park befinden sich die größte Sammlung von Freiluft-Wandmalereien (72 "Murals") im Land sowie verschiedenen Skulpturen, Earthworks und ein architektonisches Objekt, die dem kulturellen Erbe der Gemeinschaft gewidmet sind. Aufgrund der Größe und historischen Bedeutung der Wandmalereien wurde der Park 1980 vom San Diego Historical Site Board unter Denkmalschutz gestellt. Die Bilder wurden als Kunst im öffentlichen Raum anerkannt (San Diego Public Advisory Board, 1987). Der Park wurde 2013 ins National Register of Historic Places aufgenommen. Dabei wurde vor allem auf die Verbindung mit dem Chicano civil rights movement hingewiesen. Am 23. Dezember 2016 erhielt er die Einordnung als National Historic Landmark. Der Chicano Park war, wie zum Beispiel auch der People’s Park von Berkeley, das Resultat einer militanten aber gewaltlosen Landbesetzung. Jedes Jahr am 22. April feiert die Gemeinschaft den Jahrestag der Besetzung, den so genannten Chicano Park Day.

## Ursprung
Das Areal trug ursprünglich den Namen the East End und wurde 1905 in Logan Heights umbenannt. Bereits in den 1890ern langten die ersten mexikanischen Siedler dort an und bald darauf kam eine Welle von Flüchtlingen, die vor der Mexikanischen Revolution flohen. Im Laufe der Zeit erhielt das Gebiet den Spitznamen Barrio Logan.
Die ursprüngliche Verwaltungseinheit reichte bis an die San Diego Bay und bot Zugang zum Meer für die Anwohner. Das änderte sich mit dem Ausbruch des Zweiten Weltkrieges, als die United States Navy an der Küste verschiedene Militärinstallationen errichtete. Dieser Verlust führte zu ersten Unzufriedenheiten der Anwohner gegenüber der Regierung und ihren Vertretern.
Die Unzufriedenheit wuchs in den 1950ern, als das Areal im Rahmen von Stadtplanungen als gemischtes Wohn- und Industriegebiet ausgeschrieben wurde. Billigläden und Werkstätten entstanden im Barrio und verursachten Luftverschmutzung, Lärm und Schmutz. Darüber hinaus wurde das Barrio 1963 durch die Interstate 5 geteilt und 1969 noch einmal verunstaltet durch die Errichtung der Zubringerbrücken der San Diego-Coronado Bridge.
Zu dieser Zeit war es für die Mexikaner Normalität, dass sie nicht in die Diskussionen einbezogen wurden, die ihre Wohngebiete betrafen und es gab keine Beamten, die sie vertraten. Daher wurde auch keine offizielle Beschwerde erhoben. Das änderte sich jedoch mit der Bürgerrechtsbewegung. Verschiedene Bewegungen sammelten sich um das Chicano Movement, so die Bewegung für das Recht auf Tarifverhandlung (César Chávez & Dolores Huerta, United Farm Workers), das Recht auf die vollen Begünstigungen für Veteranen (Hector P. Garcia, American G.I. Forum), das Recht auf gleiche Ausbildung (MEChA, Plan de Santa Barbara), für die Rechte der Mexikaner, die vom Vertrag von Guadalupe Hidalgo garantiert waren, und für die Gerechtigkeit von Landverteilungen und zweisprachige Ausbildung unter Reies Tijerina, sowie für die Anerkennung der historischen Beiträge von mexikanischen Amerikanern und der Anerkennung der mexikanischen Kultur. In diesem Zug wuchs auch die politische Wachsamkeit und die Bereitschaft zum Engagement im Barrio Logan.
Anwohner hatten schon längst einen Park gefordert und die Stadtverwaltung hatte auch versprochen einen Park einzurichten als Kompensation für den Verlust von mehr als 5.000 Häusern und Firmen, die für die Errichtung der Straße und der Brücke weichen mussten. Im Juni 1969 wurde der Park offiziell bestätigt und ein Platz geplant, aber es wurde nichts unternommen, um das Projekt voranzutreiben.

## Die Besetzung (takeover)
Am 22. April 1970 kam der Anlass, der zum Eklat führte. Auf seinem Weg zur Schule beobachtete der Anwohner und Student des San Diego City College Mario Solis Bulldozer, die an dem Gelände neben dem Gebiet, welches für den Park bestimmt war, geparkt waren. Er war auch ein Mitglied der Brown Berets und fragte nach, welche Arbeiten unternommen werden sollten. Er war schockiert, als er herausfand, dass die Arbeiter einen Parkplatz anstelle des Parks bauen sollten und dass ein Gebäude der California Highway Patrol dort entstehen sollte.
Solis ging von Tür zu Tür um die Nachricht zu verbreiten und alarmierte die Studenten aus der Chicano-Studien-Klasse von Professor Gil Robledo. Sie druckten Flugblätter, um mehr Aufmerksamkeit für das Geschehen zu wecken. Bereits am Mittag desselben Tages verließen mexikanisch-amerikanische High-School-Studenten ihren Unterricht, um mit Leuten aus der Nachbarschaft gegen die Bebauung zu demonstrieren. Einige Demonstranten bildeten menschliche Ketten um die Bulldozer, während andere Bäume, Blumen und Kakteen pflanzten. Man sagt, das Solis einen Bulldozer angewiesen habe, den Boden zur Bepflanzung zu ebnen. Außerdem wurde auch eine Flagge von Aztlán an einem Telefonmasten gehisst, als Zeichen für eine symbolische Rückforderung von Land, das einst zu Mexiko gehört hatte und das nun von Menschen mexikanischer Herkunft zurückgefordert wurde.
An der Demonstration nahmen viele junge Leute teil. Als mehr als 250 Personen demonstrierten, wurde der Bautrupp zurückgerufen. Die Besetzung dauerte 12 Tage an, während Mitglieder der Gemeinschaft und Stadtbeamte über die Gründung des Parks verhandelten. Während dieser Zeit kamen auch Unterstützer aus Los Angeles und Santa Barbara um ihre Solidarität zu bekunden. Die Verhandlungen waren dadurch bestimmt, dass die Gemeinschaft der Stadtverwaltung nicht traute und es musste erst ein Chicano Park Steering Committee geschaffen werden, das die Demonstranten zur Räumung aufforderte und mit Plakaten über das Projekt informierte, allerdings auch damit drohte, dass die Besetzung fortgesetzt würde, sollten die Verhandlungen scheitern.
Bei einem Treffen am 23. April brachte Salvador Torres die Idee ein die Säulen der Autobahnauffahrt mit schöner Kunst zu dekorieren und einen Grüngürtel anzulegen, der sich bis zum Meer ziehen sollte. Der junge Künstler hatte gerade seinen Abschluss am California College of the Arts in Oakland gemacht. Er gilt als "the architect of the dream." (Architekt des Traums) Endlich, am 1. Juli 1970, wurden 21.814,96 $ für die Einrichtung des Parks auf einem Gelände von 1.8 acre (7.300 m²) Größe bereitgestellt.

## Gestaltung
Die Gestaltung des Parks begann tatsächlich mit kleineren landschaftsgärtnerischen Maßnahmen am Tag der Besetzung. Die Wandmalereien, die den Park berühmt machen sollten, entstanden dagegen erst ab 1973. Schon seit 1970 hatten Guillermo Aranda, Mario Acevedo, Victor Ochoa, Tomas Castaneda und andere an den Stützmauern und Pylonen erste Malereien angebracht. Meistens waren es die Künstler selbst oder deren Unterstützer-Organisationen, die die Gelder aufbrachten um die Wände zu reinigen, zu grundieren und die benötigte Farbe zu kaufen. Victor Ochoa, ein Mitbegründer des Chicano Park Steering Committee, erzählt, dass er selbst am 23. März 1973 300 Pinsel besorgte und dass dann beinahe 300 Personen zusammenkamen, die das ganze Wochenende über mithalfen zu malen. Das Centro Cultural de la Raza in San Diegos Balboa Park diente für viele der Wandmaler als Trainingsfeld. Auch Nicht-Chicanos, wie Michael Schnorr, trugen zur Gestaltung bei. Die erste Gruppe von Wandmalereien benötigte fast zwei Jahre zur Fertigstellung. Letztendlich bildete sich ein Kern von 16 Künstlern, die die Wandmalereien fertig stellten, unter anderem auch die Royal Chicano Air Force.
Die Wandmalereien thematisieren Immigration, Frauenbewegung und historische Bürgerrechtsbewegungen.
1978 wurde ein "Mural Marathon" abgehalten, der vom 1. bis 22. April andauerte. In dieser Zeit wurden ca. 10.000 square feet (929 m²) bemalt.
Im Laufe der Zeit wurde auch ein Kaktusgarten angelegt. Stückweise wurde der Park vergrößert, weil der Masterplan, den die Künstler vorgeschlagen hatten, von der Stadtverwaltung nicht übernommen wurde. Trotzdem reicht der Park heute beinahe an die Küste (“all the way to the bay”, Schlachtruf einer Kampagne von 1980). Drei Häuserblocks trennen ihn vom Cesar E. Chávez Waterfront Park der 1987 eingerichtet und 1990 fertig gestellt wurde, wodurch endlich ein öffentlicher Zugang zum Strand gegeben wurde.
Am 24. April 2010 konnte die 40th Anniversary Celebration im Chicano Park gefeiert werden. Sie war überschrieben mit dem Thema: "40 Años de la Tierra Mía: Aquí Estamos y No Nos Vamos." (40 Jahre Unser Land: Hier sind wir und wir werden nicht gehen.)
2014 wurden ein 24 m (80 ft) großes Schild enthüllt und eine Beleuchtung installiert.

### Restaurierung
1984 wurde mit Restaurierungsarbeiten begonnen, die ständig andauern. 2012 wurde eine größere Restaurierung angesetzt, bei der viele der ursprünglichen Künstler teilnahmen.

## Auseinandersetzungen
Seit seiner Gründung ist der Chicano Park immer wieder ein Streitpunkt. Innerhalb der Gemeinschaft gab es Auseinandersetzungen, wer die Malerarbeiten vergeben darf, welche Bilder geschaffen werden dürfen und wer für die Unterhaltung zuständig ist. Die Konflikte zwischen der Gemeinschaft und den Ämtern waren viel jedoch viel gravierender. Außerdem gab es Konflikte mit angloamerikanischen Anliegern.
- 1979 entschied eine Grand Jury in San Diego, dass die Chicano Federation das Parkgebäude räumen musste.
- Die Bitte um einen Kiosk (Chicano Park kiosko) nach mexikanischem Vorbild wurde 1977 erst nach längerem bürokratischen Aufwand erfüllt. Der Kiosk wurde im Stil eines Maya-Tempels gebaut.
- "Barrios Sí, Yonkes No" war eine Initiative, die sich dafür einsetzte, das Viertel in ein reines Wohnviertel umzuwandeln und die "Junk dealers" zu vertreiben, woraufhin diese einige Gemälde beschädigten, vor allem das Gemälde mit dem Titel "Barrio Sí, Yonkes No"-Gemälde. ([yonkes=junkyards] ist dabei die Bezeichnung für die Schrotthändler).
- In den 1990ern entschied die kalifornische Verkehrsbehörde Caltrans die San Diego-Coronado Bay Bridge umzubauen um sie Erdbeben-sicher zu machen. Die Gemeinschaft befürchtete, dass die Gemälde dabei zerstört werden könnten und mobilisierte daher zu einem Stopp der Bauarbeiten bis ein Kompromiss ausgehandelt werden konnte.
- 2003 wurde ein Plan zur Renovierung abgeschmettert, weil Caltrans sich an dem Wort "Aztlán" störte, dass seit Jahren als Steinskulptur im Park zu sehen war. Sie hielten dies für eine militante Handlung und sahen den Civil Rights Act of 1964, Artikel 4 betroffen, weil dadurch Mexikanern und mexikanischen Amerikanern der Vorzug gegeben werde. Letztendlich bewilligte Direktor Pedro Orso die Gelder in Höhe von 600.000 $ dennoch, nachdem die Federal Highway Administration und verschiedene Bürgerrechts-Spezialisten zu Rate gezogen worden waren.
- Streitpunkt sind zudem kommunistische Motive, unter anderem Porträts von Fidel Castro und Che Guevara, sowie Zitate von Salvador Allende und Hồ Chí Minh (tío Ho = Onkel Ho).

## Jahresfeste (Anniversary Days)
Jedes Jahr zum 22. April wird der Jahrestag der Besetzung gefeiert. Im Park werden dann Konzerte veranstaltet, sowie Ballet folklórico, Lowrider-Ausstellungen und Kunst-Workshops.
- Motto des 40-Jahr-Jubiläums: 40 Aňos de la Tierra Mía: Aquí Estamos y No Nos Vamos
- Motto des 43. Jahrestags: Chicano Park: Aztlan’s Jewel & National Chicano Treasure
- Motto des 44. Jahrestags: La Tierra Es De Quien La Trabaja: The Land Belongs To Those Who Work It

## Nutzung
Im Park werden viele verschiedene Veranstaltungen abgehalten. Unter anderem treffen sich dort mehrere Gruppen, die Azteken-Tanz üben.

## Zitate
"The takeover of that land underneath the bridge in the barrio, that was a political expression. That was an expression of the community saying, 'Hey, we're not going to take it anymore. We're going to decide what’s going to happen with this land.' And out of that political expression came cultural expression." — dt.: "Die Landbesetzung unter der Brücke im Barrio, war ein politisches Ausdrucksmittel. Es war der Ausdruck einer Gemeinschaft, die sagt: 'Hey, wir tragen das alles nicht mehr. Wir werden entscheiden, was mit diesem Land geschehen soll.' Und aus dem politischen Ausdruck entstand kultureller Ausdruck." – Veronica Enrique
"The community spirit and pent-up energy exploded in free, uncomposed murals of bright color." — dt.: Der Gemeinschaftsgeist und die aufgestaute Energie explodierte in freien, ungekünstelten Wandmalereien mit bunten Farben." – Victor Ochoa

## Galerie

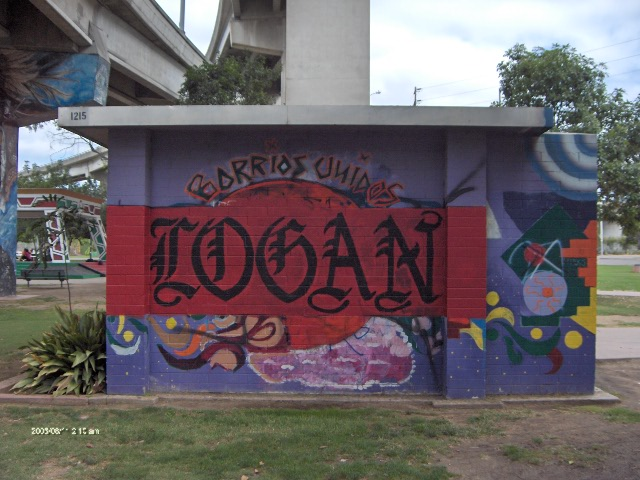
Toilettenhäuschen.
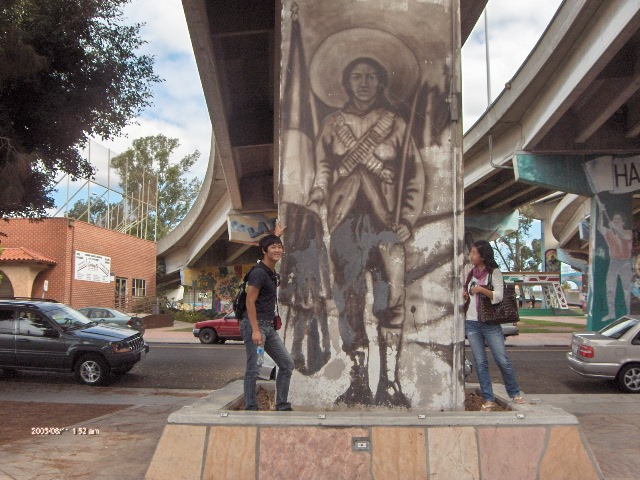
Koreanische Touristen.
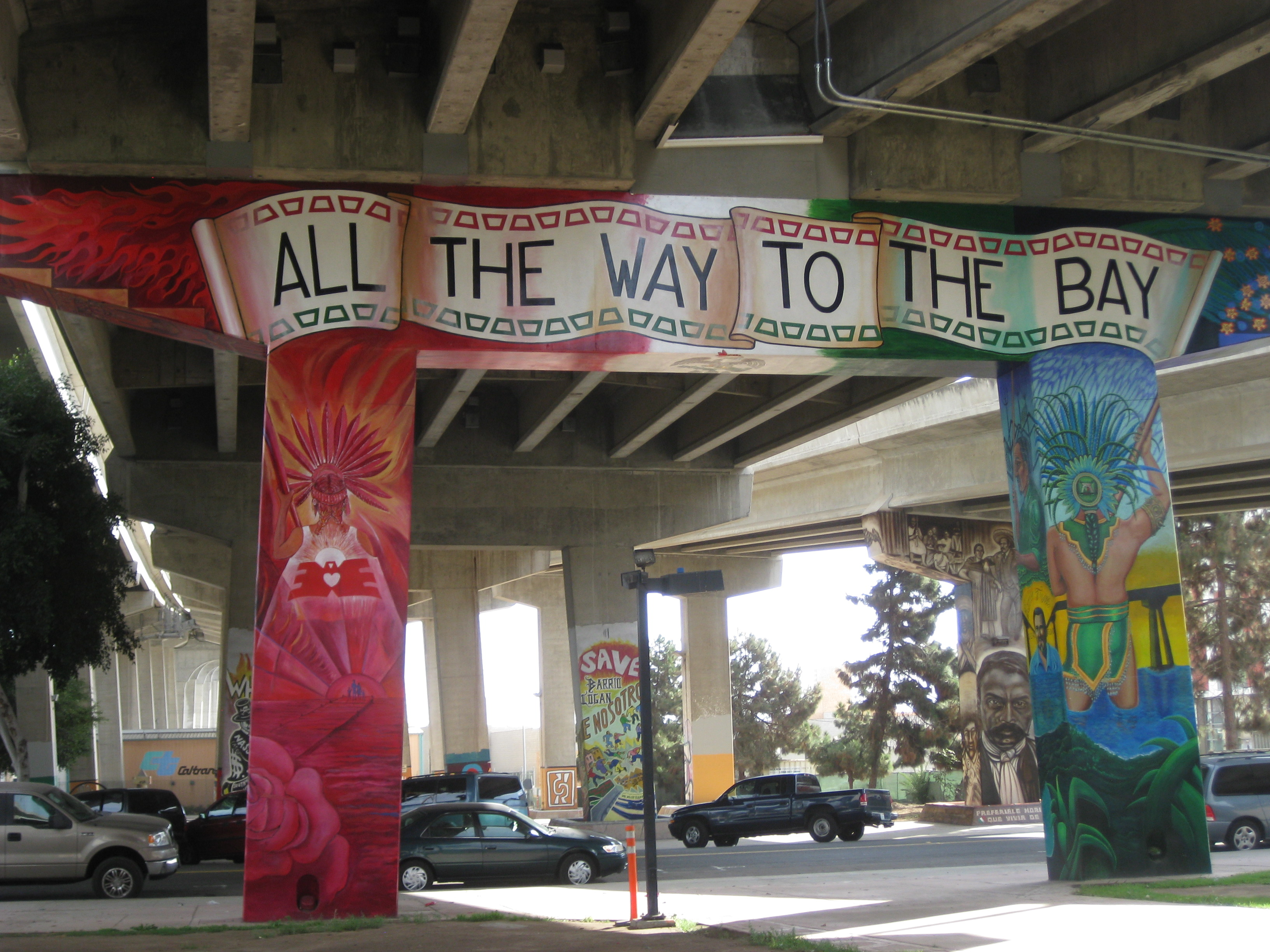
"All the way to the Bay"
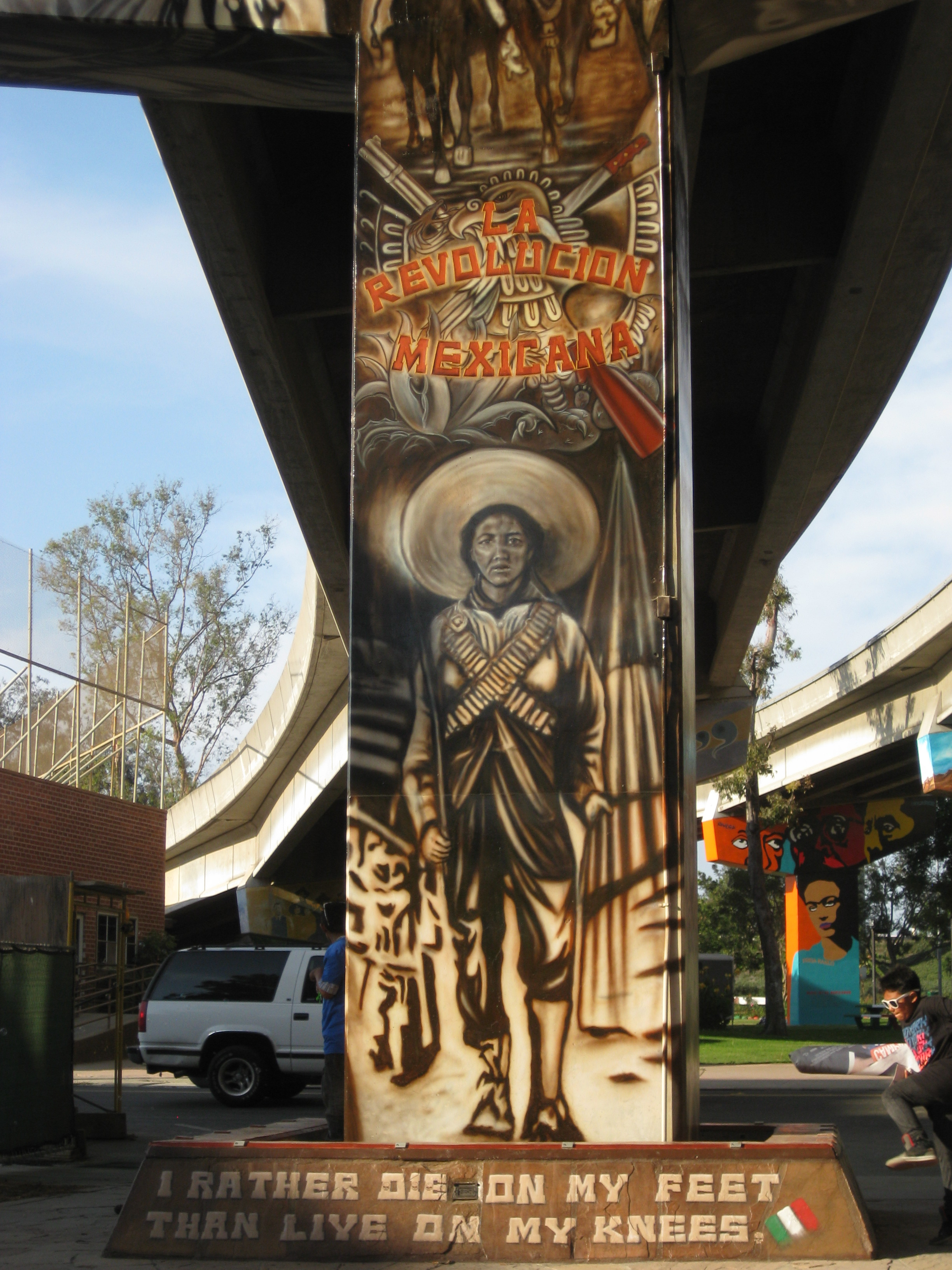
Emiliano Zapata mit englischer Übersetzung eines berühmten Ausspruchs („I rather die on my feet than live on my knees“, deutsch „Eher sterbe ich auf meinen Füßen, als auf meinen Knien zu leben“)